# Kang Chul
Kang Chul (en coreano: 강철; Seúl, 2 de noviembre de 1971) es un exfutbolista y entrenador de fútbol surcoreano que jugaba en la posición de centrocampista. Desde 2022 es el entrenador del Hwaseong FC de la K3 League.

## Carrera

### Club
| Periodo   | Club                | País          | Apariciones | Goles |
| --------- | ------------------- | ------------- | ----------- | ----- |
| 1993–2000 | Bucheon SK          | Corea del Sur | 102         | 7     |
| 1996–1997 | → Sangmu FC (draft) | Corea del Sur | 102         | 7     |
| 2001      | LASK Linz           | Austria       | 8           | 0     |
| 2001–2004 | Jeonnam Dragons     | Corea del Sur | 61          | 1     |

### Selección nacional
Pasó por las selecciones nacionales desde la categoría sub-20 hasta su debut con la selección absoluta en 1992, con la que jugó 54 partidos y anotó un gol, el cual fue en la victoria por 3-0 ante Baréin el 13 de junio de 1993 en Seúl por la Clasificación de AFC para la Copa Mundial de Fútbol de 1994.
Participó en dos ediciones de los Juegos Olímpicos, en dos ediciones de la Copa Asiática, los Juegos Asiáticos de 1994, la Copa de Oro de la Concacaf 2000 y en la Copa FIFA Confederaciones 2001.

### Entrenador
| Periodo   | Club                 | País          |
| --------- | -------------------- | ------------- |
| 2005-2006 | Jeonnam Dragons      | Corea del Sur |
| 2007-2008 | Corea del Sur sub-23 | Corea del Sur |
| 2008-2010 | Busan IPark FC       | Corea del Sur |
| 2011-2015 | Pohang Steelers      | Corea del Sur |
| 2016-2018 | FC Seoul             | Corea del Sur |
| 2020      | Daejeon Hana Citizen | Corea del Sur |
| 2022–     | Hwaseong FC          | Corea del Sur |

## Logros

### Jugador
Yonsei University
- Copa del Presidente de Corea: 1989[1]

Bucheon SK
- Copa de la Liga de Corea: 1994, 2000+[1]

### Individual
- Mejor Entrenador de la K League: 1999, 2000[2][3]